# Helina abdominalis
Helina abdominalis är en tvåvingeart som först beskrevs av Zetterstedt 1846.  Helina abdominalis ingår i släktet Helina och familjen husflugor. Arten är reproducerande i Sverige. Inga underarter finns listade i Catalogue of Life.